# Romana Dubnova
Romana Dubnova (často psána nesprávně Dubnová) rozená Bělocká (* 4. listopadu 1978 Ostrava-Vítkovice) je bývalá česká atletka, několikanásobná mistryně ČR
ve skoku do výšky.

## Kariéra
Na evropském šampionátu v Göteborgu v roce 2006 ji jen těsně unikla finálová účast, když v kvalifikaci obsadila první nepostupové místo. Z kvalifikace neprošly také Barbora Laláková (187 cm) a Iva Straková (183 cm). 8. února 2008 na mítinku ve francouzském Eaubonne zvítězila společně s Ukrajinkou Vitou Palamarovou výkonem 195 cm, čímž splnila A limit pro olympijské hry v Pekingu. Na olympiádě postoupila z kvalifikace do patnáctičlenného finále. V něm si však přivodila zranění kotníku. Při prvním pokusu na výšce 193 cm špatně došlápla při odrazu a z plochy byla odvezena na nosítkách. Poranila si kloubní pouzdro a přetrhla vnější vazy. V roce 2009 se ve výškařských sektorech neobjevila.
Je trojnásobnou vítězkou mítinku Ostravská laťka (2006 – 2008).

### Úspěchy
| Rok  | Závod                              | Místo                        | Umístění    | Výkon  |
| ---- | ---------------------------------- | ---------------------------- | ----------- | ------ |
| 1999 | Univerziáda                        | Palma de Mallorca, Španělsko | kvalifikace | ?      |
| 1999 | ME v atletice do 23 let 1999       | Göteborg, Švédsko            | 13.         | 1,78 m |
| 2006 | Mistrovství Evropy v atletice 2006 | Göteborg, Švédsko            | kvalifikace | 1,90 m |
| 2007 | Halové ME v atletice 2007          | Birmingham, Anglie           | kvalifikace | 1,89 m |
| 2007 | Mistrovství světa v atletice 2007  | Ósaka, Japonsko              | kvalifikace | 1,91 m |
| 2008 | Letní olympijské hry 2008          | Peking, Čína                 | 12.         | 1,89 m |

### Osobní rekordy
- hala – 195 cm – 5. února 2006, Bukurešť & 8. února 2008, Eaubonne
- venku – 196 cm – 30. srpna 2005, Čáslav

## Osobní život
Jejím bývalým manželem a trenérem v jedné osobě je bývalý moldavský výškař Valentin Dubnov, mají spolu dceru Nikol.
V roce 2018/19 nastoupila jako učitelka tělesné výchovy na Základní školu ve Vratimově.
Nyní učí na Volgogradské 6a v Ostravě. 